# إدوارد أينهورن
إدوارد أينهورن (بالإنجليزية: Edward Einhorn)‏ (6 سبتمبر 1970)؛ مترجم وروائي أمريكي.